# Isochromodes ferruginea
Isochromodes ferruginea är en fjärilsart som beskrevs av W. Warren 1907. Isochromodes ferruginea ingår i släktet Isochromodes och familjen mätare. Inga underarter finns listade i Catalogue of Life.